# Liv TV
Liv TV (anteriormente denominado Canal 54), fue un canal de televisión abierta que inició sus transmisiones en la Región Metropolitana de Santiago el lunes 17 de diciembre de 2007, luego de recibir una concesión UHF ese año por parte de la Subsecretaría de Telecomunicaciones. La frecuencia era de propiedad del Grupo ANPE, cuyo accionista mayoritario era el señor Alejandro Martínez. Según el sitio oficial del canal, el gerente general de la estación era el señor Guillermo Figueroa. Sus estudios se ubicaban en la calle San Antonio 19, Of. 2102 en el centro de Santiago.

## Historia

### 2007-2009: Inicios como Canal 54 y relanzamiento como Liv TV
Canal 54 comenzó sus emisiones de prueba a través de su frecuencia desde el 9 de abril de 2007, acompañado por una campaña publicitaria que abarcó el transporte público -incluyendo a SubTV, el entonces canal de televisión en circuito cerrado del Metro de Santiago-, diarios y revistas; a pesar de ello, la señal no emitió ningún programa y la señal de prueba no tenía anuncio alguno de la fecha de inicio real de transmisiones.
El proyecto al principio era ambicioso y contemplaba a figuras como Juan Manuel Astorga (periodista y comunicador social), Claudio Narea (músico), Gloria Laso (actriz), Ramón Llao (actor), Santiago Tupper (actor), Francisco Araya (periodista), Rocío Peralta (periodista), Gustavo Poblete (arquitecto), Nelson Palma (periodista) y Janet Spröhnle (sicóloga y ejecutiva).
Tras ocho meses, Canal 54 inicia sus transmisiones oficiales el lunes 17 de diciembre de 2007.
En la madrugada del 21 de julio de 2008, Canal 54 empieza a emitir comerciales sobre nuevos programas, lo que llevaría a un cambio radical del canal, siendo renombrado como Liv TV (cuyo nombre provenía del número romano 54). A su vez se sumaron rostros como Eduardo Bonvallet, José Miguel Villouta, María de los Ángeles Laso, Álvaro Sanhueza, Constanza Hitschfeld y Esteban Rojas. En sus primeras semanas Liv TV logra tener picos de hasta seis puntos de sintonía.
Además con la definición de la norma ISDB-Tb para la transmisión de televisión digital terrestre, la señal sería ofrecida como parte de la oferta en multiplexación de Liv TV.
En marzo de 2009, Liv TV fue puesta en venta. La oferta estaba entre los US$6 y 7 millones; uno de los candidatos posibles para adjudicarse la señal fue grupo portugués Hilario, que era asesorado por Kayco International Group. "Hilario me encargó la compra de un canal de televisión pequeño, que tuviera posibilidades de crecer, como canal educacional, de publicidad o religioso. Por eso nos pareció que Canal 54 era el más apropiado. Se baraja un valor de alrededor de US$ 6 millones, ya que es muy importante tener la frecuencia", decía Marcos Kaplún, director de Kayco.

### 2009-2014: Programas pagados
Tras esta situación, a mediados de 2009, Liv TV cambia totalmente su programación. La cantidad de programas de producción propia, telenovelas colombianas y series importadas fueron removidos y comienza a emitir videos musicales en el espacio Liv TV Music, entre las 23 y 09 horas, en conjunto con infomerciales y espacios religiosos.

### 2014-2016: segundo relanzamiento, nueva programación
De acuerdo al sitio web del canal, en agosto de 2014, el holding de inversionistas privados Grupo ANPE (cuyo principal accionista era el pastor evangélico Alejandro Martínez), adquieren a Televisión América S.A., la concesión de Liv TV. Tras más de cinco años sin espacios ni rostros definidos, a mediados de septiembre de 2014 Liv TV reactivó sus redes sociales y sitio web, anunciando un relanzamiento del canal con nueva programación, la cual incluía envasados temáticos, virales, películas y dibujos animados libres de pago de derechos, además de programas nacionales realizados por productoras externas, como el programa de Chilevisión, Invasión (con el nombre Invasores)

### Cierre
A pesar de haber contado con un número importante de programas nacionales, la gestión comercial de Liv TV no fue la adecuada, perdiendo en breve tiempo todo potencial, cerrando sus transmisiones el 3 de febrero de 2016, siendo reemplazado por el canal evangélico Alfa TV, el cual también cierra a los pocos meses.

### Actualidad
Por otro lado, su antiguo propietario, Televisión América S.A, decidió lanzar su nuevo canal de televisión digital, llamado inicialmente 38TV (actualmente Somos TV), en mayo de 2021, en el canal 38 de la televisión digital terrestre, en Santiago. Anteriormente, el canal Liv TV estaba contemplado lanzar en esa frecuencia el 2016, pero que fue cancelado, debido al cierre del canal en ese mismo año

## Programas anteriores
2007-2008
- De Todo un Poco
- Frecuencia 54
- Santiago en Picada
- Cortomanía
- Colores del Mundo
- RSE Contigo
- Futuro al Toque
- Bar Millonario

2008-2009
- Entre Ángeles y Gloria[8]
- Liv al Día
- Caricatour
- En la Banca
- Bonvallet 2.0
- Agente de cambio
- Vota por mi
- Santiago en Picada
- Cortomanía
- Colores del Mundo
- Mitomanía[9]
- Conciencia de Valores
- Perú TV
- Más que amigos
- Nadie es eterno en el mundo
- Festival internacional del humor
- Historias de hombres sólo para mujeres

2009-2014
- Liv TV Music
- Zona de Estrenos
- La Tribu
- Omarcito y sus Invitados
- Conciencia de Valores
- Hazte Cargo
- Profesias bíblicas hoy
- Alcanzando el reino de dios
- Jesús una Esperanza Viva
- Diálogos Apostólicos
- Formando Campeones
- RDI TV
- Iglesia Universal Poder de Dios

2014-2016
- LIVirales
- Retro LIV
- Invasores[4]
- Pachangueros[10]
- La Ruta del Negro
- En mi Pieza
- Frecuencia Kids[11]
- OK Channel
- Emprendedores
- Grandes Biografías
- Mundo LIV
- Documanía
- Mejor Cada Día
- TecnoLIV
- Cortometrajes Universales
- Ka-Boom
- Lucho Rock Show